# 間宮海峡

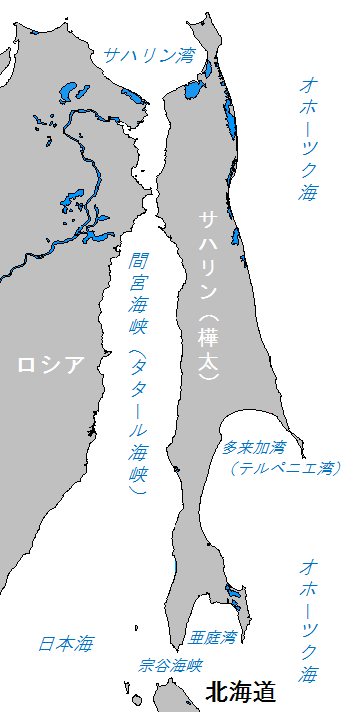
タタール海峡（Tartar Strait）／間宮海峡

間宮海峡（まみやかいきょう）は、樺太（サハリン島） とユーラシア大陸（北満洲・沿海地方、ハバロフスク地方）との間にある海峡。北はオホーツク海、南は日本海に通じ、長さはおおよそ660km。最狭部の幅は約7.3km、深さは最浅部で約8m。冬の間は部分的に凍結する。

## 名称
日本においてはこの海峡の名称を間宮海峡としているが、ロシア、アメリカ合衆国、イギリス、中国をはじめとして諸外国ではこの海峡の名称をタタール海峡（ロシア語：Татарский пролив、英語：Strait of Tartary or Tatar Strait、中国語：韃靼海峡、だったんかいきょう）としている。日本でも、タタール海峡、ダッタン海峡、韃靼海峡と記された地図が存在する。
また、海峡全体の名称をタタール海峡とし、最狭部の名称をネヴェリスコイ海峡または黒龍水道とすることがある。「間宮海峡」の名称はタタール海峡と同義に使われることが多いが、最狭部のネヴェリスコイ海峡の意味で使われることもある。
かつてヨーロッパでは内アジアと中央アジア、北アジアを覆う広大な部分を指す呼び名として、『タルタリア』を用いていた。この地名は中国や北アジアの海峡などを支配した元朝を含む、複数のテュルク系やモンゴル系民族の半遊牧国家に当てはめた中世の民族名であるタルタルスに由来するものである。
明清交替の最中にあった1644年、『タルタルス』という呼び名は満洲民族に対しても用いられるようになり、満洲とモンゴルは"Chinese Tartary"としても知られるようになった。結果的に、1787年にラ・ペルーズ伯ジャン＝フランソワ・ド・ガローがサハリン島と大陸部の"Chinese Tartary"の間の海峡の大半を製図したとき、この水域がタタール海峡と呼ばれるようになった。

## 歴史
樺太や対岸の沿海州には古来、アイヌ、ニヴフ、ウィルタ、女真（満洲民族）などの民族が居住・往来していた。このため、古くからここに居住していた人たちにとって、樺太が島であることは、よく知られたことだった。日本で江戸時代前期の1644年に作成された『正保御国絵図』においても、樺太は島として描かれている。
1644年、ロシア人ボヤールコフの部隊はアムール川河口附近に辿り着き、ここで越冬した。彼らは、ここから樺太北西沿岸を眺め、また、ニブヒから樺太が島であることのほか、そこに住む人などの知見を得た。1655年には、クズネーツを指揮官とする600人ほどのロシア人部隊がアムール川下流域に現われた。彼らは、樺太北西部の部落から毛皮税を取り立てた。ただし、樺太に上陸したかどうかは分かっていない。しかし、ロシア人のアムール川下流域・樺太の開発は1689年に清と結んだネルチンスク条約によって、その地が清の領地となったため頓挫した。
1709年、清の康熙帝はアムール川下流域にイエズス会宣教師を含む探検隊を派遣し、この地域の緯度・経度を含む実測を行なった。翌年にも、新たな探検隊を派遣し、樺太に上陸して、島を探査した。これらの探検の結果は、『皇輿全覧図』に利用された。この地図は、ヨーロッパにも紹介され、1737年、フランスのダンヴィールは、『皇輿全覧図』を基に作成した地図で、樺太を島として描いた。地図には経度・緯度が示されている。
1787年、フランスの航海士ラ・ペルーズは樺太とアジア大陸の間の海峡の航海を試みたが失敗に終わった。1804年、長崎に来航したロシアの航海士クルーゼンシュタインは帰途に樺太探検を行なったが、海峡通過に失敗した。ラ・ペルーズ、クルーゼンシュタインは、海峡に奥深く入るにしたがって、海水の塩分濃度が低下することを確認していたため、ヨーロッパでは樺太は半島ではないかとの議論が起こった。
1800年前後に起こった、樺太が「島」であるのか半島であるのかの論争に決着を図るべく、江戸幕府天文方の高橋景保は、松田伝十郎、間宮林蔵を樺太に派遣し、探検させた。1808年、西海岸を探検した松田は、海峡最狭部に達し、ここが海峡であることを確認した。最初、東海岸を探検していた間宮も松田に合流して、同様に海峡を確認した。翌1809年、間宮は、現地人の船で海峡を越えて大陸に渡り、この地域の詳細な調査をした。ちなみに当地の清国の役人は、海峡の存在自体は知っていたものの、海峡の向うにある島が「島か半島か」で議論になっている樺太と同一のものであることを把握しておらず、樺太を半島とみなしていた。樺太とサハリンが別の地域を指すとの誤認（吉村昭の『間宮林蔵』に記述がある）や、カムチャツカ半島と樺太を混同していた等の理由からと思われる。
シーボルトは、間宮林蔵の調査を評価。その著書『日本』においてタタール海峡の最狭部を「Str. Mamia seto 1808（間宮の瀬戸）」と記載した。但し、海峡自体は「Kanaal van Tataryen（タタール海峡）」と記載されている。
松田伝十郎、間宮林蔵の調査でも、海峡が船舶通航が可能であるのか否かの知見は得られなかった。1848年、ロシアのゲンナジー・ネヴェリスコイは世界で初めてこの海峡を船舶により通過した。海峡の最狭部をネヴェリスコイ海峡と呼ぶことがあるのは、彼に因んだためである。
1969年6月5日、日本の貨物船、第1伸栄丸（2996トン）がチハチョーフ湾を出たところで船体に強い衝撃を受けて居住区が大破。4人が重軽傷を負った。後にソ連大使館付武官が非公式の場で、伸栄丸にソ連側の訓練用ミサイルが当たったことを示唆した。

## 海峡の利用

### 鉄道連絡船

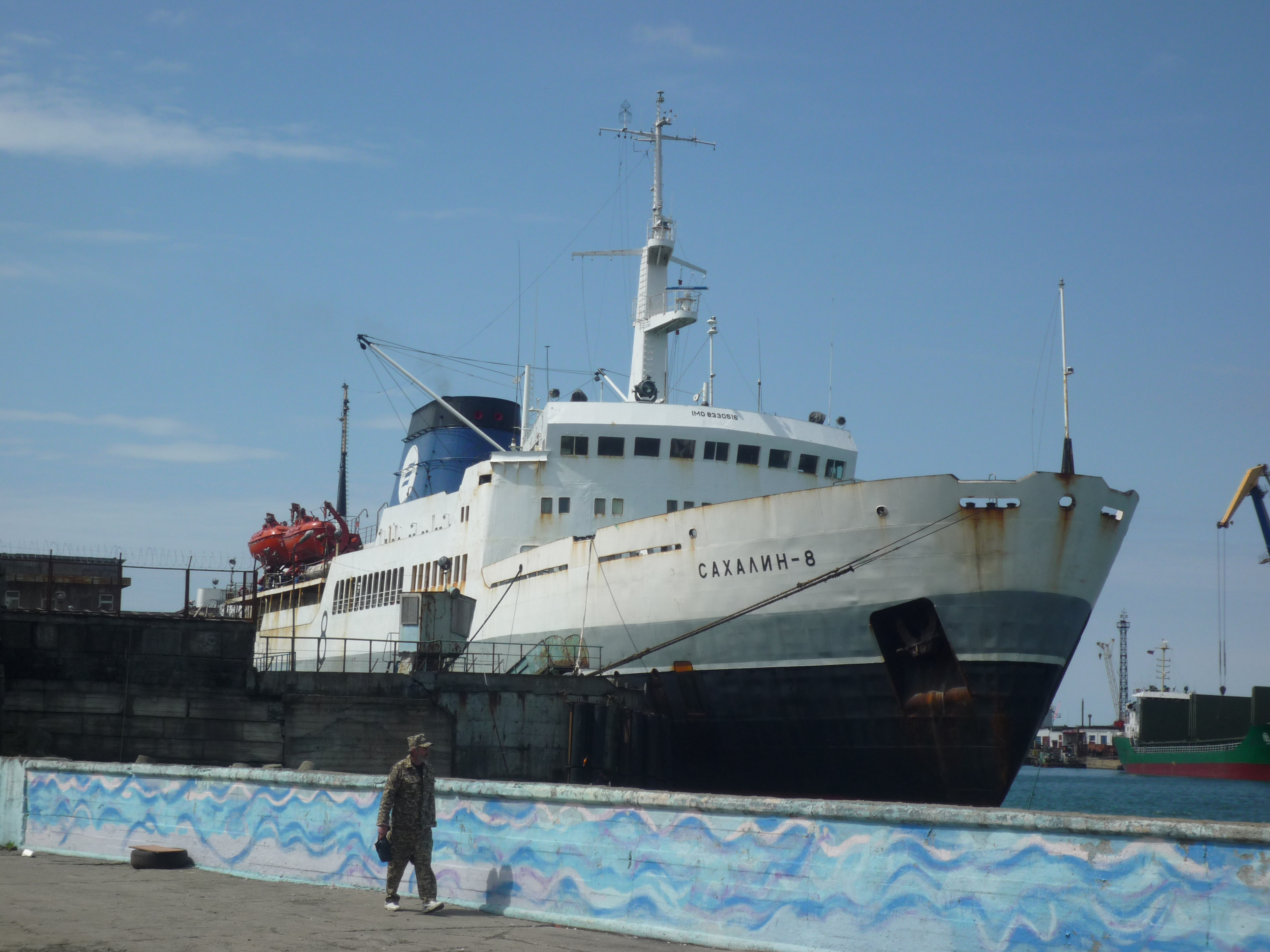
ワニノ・ホルムスク鉄道連絡船

1973年より大陸側のワニノとサハリン側のホルムスクの間にワニノ・ホルムスク鉄道連絡船が運行されている。

### パイプライン
2000年代に入り、樺太のオハ油田から大陸のコムソモリスク・ナ・アムーレに達するパイプラインが海峡底に敷設されている。

### トンネル・架橋計画
間宮海峡に海底トンネルを建設する計画は古くから存在する。サハリントンネルとして、1950年代にはヨシフ・スターリンの指示で一部工事が行われたが、完成には至らなかった。その後もトンネル構想は度々提案されるが、実現には至っていない。2020年、ロシア連邦大統領特別代表のセルゲイ・イワノフは、橋を含めて海峡を結ぶ構想を断念することをインタファクス通信に明らかにした。費用がかかりすぎる割に運ぶ貨物が少ないことを理由に挙げた。

## 間宮海峡（韃靼海峡）が登場する作品
- 一行詩「春」（安西冬衛、詩集『軍艦茉莉』(1927年)所収）
「てふてふが一匹韃靼海峡を渡つて行つた。」
- 歌謡曲『韃靼海峡』（鳥羽一郎、2009年）
間宮林蔵の冒険を力強く歌い上げる。
- 小説『間宮林蔵』（吉村昭、講談社、1982年9月）
間宮林蔵の一代記